# Desmidium swartzii
Desmidium swartzii là một loài Song tinh tảo trong họ Desmidiaceae, thuộc chi Desmidium.